# José Della Torre
José Della Torre (* 23. März 1906 in San Isidro, Argentinien; † 31. Juli 1979 in Lanús, Argentinien) war ein argentinischer Fußballspieler und -trainer.

## Spieler

### Verein
Der rechte Verteidiger Della Torre spielte, nachdem er zu Beginn seiner Karriere für San Isidro kickte, unter anderem zwischen 1927 und 1933 beim argentinischen Verein Racing Club Avellaneda. In dieser Zeit bildete er mit Fernando Paternóster sowohl im Verein bis 1932, als auch in der Nationalmannschaft das Verteidigerpärchen. In der Profizeit von 1931 bis 1933 spielte er 58 mal für den Klub. Zwischen 1935 und 1936 absolvierte er dann 40 Partien für Ferro Carril Oeste. 1937 trat er in zwei offiziellen Erstliga-Begegnungen auch für Atlanta an. Dies waren die Partien gegen die Boca Juniors (4. April 1937) und River Plate (13. Juni 1937), die Atlanta beide verlor (1:2 bzw. 0:4). Des Weiteren spielte er in diversen südamerikanischen Ländern, so beispielsweise 1938 bei América FC in Brasilien. Seine Karriere endete schließlich in Mexiko.

### Nationalmannschaft
Della Torre wurde mit Argentinien Vizeweltmeister bei der ersten Weltmeisterschaft 1930 in Uruguay und bestritt dort alle fünf Spiele. Zu weiteren Einsätzen in der Nationalmannschaft kam er nicht.

## Trainer
Nach seiner Karriere hatte er mehrfach die Position des Trainers beim Racing Club inne und konnte dort 1958 den Gewinn des argentinischen Meistertitels feiern. Bereits von 1942 bis 1943, von 1949 bis 1952 und erneut 1961 hatte er auch das Traineramt bei seinem vormaligen Klub Ferro Carril Oeste inne. Eine weitere Trainerstation absolvierte er 1959 in der Primera B bei CA Platense.
Auch die argentinische Nationalmannschaft trainierte er und gewann mit dieser, unterstützt durch die das Trainerteam vervollständigenden Victorio Spinetto und José Barreiro, das Campeonato Sudamericano 1959.